# Сетчатый дасцилл
Сетчатый дасцилл (лат. Dascyllus reticulatus) — вид морских лучепёрых рыб семейства помацентровых. Рыбы живут в коралловых рифах тропической западной части Тихого океана и в восточной части Индийского океана на глубине до 50 метров.

## Описание
Длина тела сетчатого дасцилла 6,5 см. У рыб высокая спина и яркая окраска, в основном светло-коричневого цвета. По краям окраска чешуи темнее. Голова и плавники, как правило, тёмные. За головой проходит тёмная поперечная полоса. Вдоль органа боковой линии расположены 20 чешуй. Количество жаберных тычинок — от 24 до 29.
Плавниковая формула: спинной — XII/14-16, анальный — II/12-14, грудной — 19-21.

## Распространение
Ареал вида простирается от Кокосовых островов до побережья Западной Австралии, Индонезии, Сиамского залива Южно-Китайского моря, побережья Филиппин, Тайваня, островов Рюкю, юга Японии и Полинезии, за исключением Гавайских островов, островов Общества, и других расположенных далее на восток островов. На большей части Индийского океана его заменяет близкий вид Dascyllus carneus.

## Образ жизни
Рыбы живут в коралловых и скалистых рифах между или над ветками мадрепоровых кораллов, в особенности Pocillopora eydouxi. Они питаются в основном зоопланктоном.